# Fonds des médias du Canada
Pour les articles homonymes, voir FMC et CMF.
 (mai 2010).
Si vous disposez d'ouvrages ou d'articles de référence ou si vous connaissez des sites web de qualité traitant du thème abordé ici, merci de compléter l'article en donnant les références utiles à sa vérifiabilité et en les liant à la section « Notes et références ».
Le Fonds des médias du Canada (FMC ; en anglais : Canada Media Fund ou CMF) est une institution canadienne formée en partenariat public-privé entre le ministère du Patrimoine canadien et l’industrie canadienne de câble.
Elle résulte de la fusion du Fonds canadien de télévision (en) (FCT) et du Fonds des nouveaux médias du Canada. Tandis que la politique, la recherche et les communications demeurent la prérogative du FMC, l’administration quotidienne des demandes est du ressort d’une entité distincte, soit l’administrateur du programme de FMC (Téléfilm Canada).

## Historique
La création du Fonds des médias du Canada a été rendue publique par le ministre du Patrimoine canadien, James Moore dans une allocution prononcée le 9 mars 2009.[réf. souhaitée]. Selon lui, ce fonds permet d'« aider à équilibrer les règles du jeu à un moment où l'industrie subit des changements structuraux en investissant dans le secteur de la radiodiffusion et des médias numériques interactifs » et de « contribuer au dynamisme de l'économie canadienne et à la création d'emplois. »
Il a ouvert ses portes le 1er avril 2010.